# Die Knapp-Familie
Die Knapp-Familie ist eine 1981 im deutschen Fernsehen ausgestrahlte Miniserie. Sie hatte insgesamt fünf Folgen von jeweils etwa 95 Minuten. Regisseur war Stephan Meyer, der nach seinen und Eckhard Henscheids Manuskripten drehte. Die Erstausstrahlung erfolgte am 14. November 1981. Die Außenaufnahmen wurden 1981 in Duisburg-Homberg und Dinslaken gedreht.
Die einzelnen Folgen wurden vom WDR produziert und in der ARD im Abendprogramm ausgestrahlt. Im Rahmen des Geschichtsfest: WDR zeigt „Das Ruhrgebiet im Film“ wurde die Serie vom WDR 2000 im 3. Programm wiederholt.
1982 erhielten Stephan Meyer und Norbert Kückelmann eine ehrende Anerkennung beim Adolf-Grimme-Preis für den ersten Teil. Für den vierten und fünften Teil erhielten Maria Neocleous, Stephan Meyer und Jörn Klamroth 1983 den Adolf-Grimme-Preis mit Silber.

## Inhalt
Die Knapp-Familie ist eine Bergarbeiter-Familie aus dem Ruhrpott.
Mutter Elfriede Knapp (Rosel Zech), Mutter von vier Kindern und ihr Mann Paul (Eberhard Fechner), Bergarbeiter und Hobbydichter, wollen nach 25 Ehejahren gleich drei Hochzeiten feiern. Einmal die eigene silberne Hochzeit, dann die von Tochter Roswitha (Verena Reichard), die ihren Freund Bernd (Martin Sperr), mit dem sie zusammenlebt, heiraten soll, und schließlich soll Tochter Dietlinde (Christiane Leuchtmann) den Griechen Wassili ehelichen. Paul ist froh, nicht belästigt zu werden, kann er sich doch seiner Schriftstellerei widmen. Doch alle Hochzeitspläne scheinen sich in Luft aufzulösen, denn es droht die Zwangsversteigerung bzw. der Abriss ihres Wohnhauses. Die Familie droht auseinanderzubrechen. Der Vater verliebt sich in die Bibliothekarin, die Mutter besucht die Trabrennbahn, um zu wetten. Elfriede Knapp will das Haus zwischenzeitlich an einen Rennstallbesitzer verkaufen, der die Knappensiedlung zu einem Schickeria-Wohnviertel umgestalten möchte. Man plant einen Hungerstreik. Nach zahlreichen Ereignissen gelingt es unter Federführung von Paul, die übrigen Bewohner zu einer Initiative zusammenzuschließen, und gemeinsam retten sie ihre Wohnungen.
Die einzelnen Teile tragen die Titel:
- 1. Die Gretelfrage
- 2. Das Sechserglück
- 3. Liebe kommt nicht von lieb sein
- 4. Die bittere Mitte
- 5. Es ist alles wie im Märchen

Die Serie basiert auf einer wahren Begebenheit. Als Ende der 1960er Jahre die Bergarbeitersiedlung Rheinpreußen zu zwei Dritteln abgerissen wurde, wehrten sich die Bewohner erfolgreich in einer Bürgerinitiative in Duisburg-Homberg gegen den endgültigen Abbruch und die Zwangsversteigerung ihrer Häuser und Grundstücke. Seit 1985 verwalten sie in einer Wohnungsgenossenschaft namens Rheinpreußensiedlung eG ihre Häuser selbst.

## Darsteller und Rollen
- Rosel Zech – Elfriede Knapp
- Eberhard Fechner – Paul Knapp
- Wolfgang Büttner – Karl Knapp
- Verena Reichhardt – Roswitha Knapp
- Else Quecke – Grete Dalberg
- Erika Skrotzki – Petra Zimmerer
- Ulrich Gebauer – Hans Zische
- Martin Sperr – Bernd Knopf
- Herbert Steinmetz –  Janacek
- Nikolaus Paryla – Struttmann
- Beate Finckh – Elisabeth Knapp
- Christiane Leuchtmann – Dietlinde Knapp
- Wolfrid Lier – Kasperski

Weitere Darsteller waren Götz George, Wolfgang Büttner, Herbert Steinmetz, Tana Schanzara, Ivan Desny und Nikolaus Paryla.